# Alexandre de Hesse e Reno (1933–1937)
Alexandre Jorge de Hesse e do Reno, (14 de abril de 1933 - 16 de novembro de 1937), foi o segundo filho do grão-duque herdeiro Jorge Donato, e da sua esposa, a princesa Cecília da Grécia e Dinamarca.
Morreu aos 4 anos de idade num acidente de avião, em 1937. Ele, os seus pais, o irmão mais velho Luís e a sua avó Leonor estavam a caminho de Londres para participar no casamento do seu tio, o Príncipe Luís de Hesse, com Margaret Geddes. O avião em que viajavam bateu contra uma chaminé de uma fábrica, em Oostende, na Bélgica, matando todos os seus passageiros.

## Maldição de família
Algumas pessoas consideram que a família real de Hesse sofre de uma maldição devido ao grande número de mortes prematuras entre seus membros. Após a queda do avião, a irmã órfã de Alexandre, Joana de Hesse, foi adotada pelo seu tio Luís e a sua esposa Margaret, mas morreu aos dois anos e meio de idade, em junho de 1939, de meningite.
Alexandre era sobrinho-neto da czarina Alexandra Feodorovna e da Grã-duquesa Isabel Feodorovna, ambas assassinadas com outros membros da família Romanov, durante a Revolução Russa de 1917.
A sua bisavó Alice e a sua tia-avó Maria morreram de difteria, durante uma onda que afectou o território do Grão-Ducado de Hesse, em 1878.
Uma tia, a princesa Isabel de Hesse, morreu aos  8 anos, de febre tifoide, apesar de, na altura, ter corrido o rumor de que ela tinha comido do prato envenenado do seu tio Nicolau II da Rússia.

## Ligações Externas
- A Maldição de Hesse